# Cockburn City
Koordinaten: 32° 6′ S, 115° 47′ O

Die City of Cockburn ist ein lokales Verwaltungsgebiet (LGA) im australischen Bundesstaat Western Australia. Cockburn gehört zur Metropole Perth, der Hauptstadt von Western Australia. Das Gebiet ist 168 km² groß und hat etwa 89.700 Einwohner.
Cockburn liegt an der Westküste südlich des Swan River etwa 15 bis 25 Kilometer südwestlich des Stadtzentrums von Perth. Der Sitz des City Councils befindet sich im Stadtteil Spearwood in der Westhälfte der LGA, wo etwa 10.000 Einwohner leben (2016).

## Verwaltung
Der Cockburn Council hat zehn Mitglieder, neun Councillor werden von den Bewohnern der drei Wards (je drei aus dem Central, East und West Ward) gewählt. Der Mayor (Bürgermeister) und Ratsvorsitzende wird zusätzlich von allen Bewohnern der City gewählt.